# 제43회 일본 중의원 의원 총선거
제43회 일본 중의원의원 총선거는 2003년 11월 9일에 실시된 일본 중의원의원의 선거이다.

## 선거 정보

### 해산일
- 2003년 10월 10일

### 공시일
- 2003년 10월 28일

### 투표일
- 2003년 11월 9일

### 개선수
- 480명

소선거구 300명, 비례대표 선거구 180명.

### 선거제도
- 소선거구 비례대표 병립제

## 주요 쟁점

### 정책
- 매니페스토

### 정국
- 민주당과 자유당의 합병에 의한 정권 교체의 선택

### 기타 사항
같은 날에 함께 시행된 선거
- 전국 규모
  - 제19회 최고재판소재판관 국민심사
- 현지사 선거
  - 나라현
- 시장 선거
  - 야마가타현 쓰루오카시
  - 가나가와현 에비나시
  - 오사카부 이즈미시
  - 이바라기 현 쓰치우라시
  - 아이치현 도코나메시
  - 나라현 사쿠라이시
  - 사이타마현 삿테시
  - 교토부 가메오카시
  - 오이타현 나카쓰시

## 선거 결과

### 투표율
- 소선거구 59.68% (전회 대비 4.59% 감소)
- 비례대표 59.81% (전회 대비 2.68% 감소)

### 정당별 획득 의석
개표 결과 자민당이 237석, 공명당이 34석으로 여당이 271석을 획득해 안정 다수를 유지했다. 그러나 야당인 민주당도 177석을 차지해, 단일 야당의 의석으로는 1958년 총선거에서 일본사회당이 차지했던 166석의 기록을 갱신했다.
| 정당              | 정당              | 지역구      | 지역구 | 지역구 | 지역구 | 지역구 | 비례대표    | 비례대표 | 비례대표 | 비례대표 | 비례대표 | 합계 | 합계 |
| 정당              | 정당              | 득표수      | %      | ±      | 의석수 | ±      | 득표수      | %        | ±        | 의석수   | ±        | 의석 | ±    |
| ----------------- | ----------------- | ----------- | ------ | ------ | ------ | ------ | ----------- | -------- | -------- | -------- | -------- | ---- | ---- |
|                   | 자유민주당        | 26,089,326  | 43.85  | +2.88  | 168    | –9     | 20,660,185  | 34.96    | +6.65    | 69       | +13      | 237  | +4   |
|                   | 공명당            | 886,507     | 1.49   | –0.53  | 9      | +2     | 8,733,444   | 14.78    | +1.81    | 25       | +1       | 34   | +3   |
|                   | 보수신당          | 791,588     | 1.33   | –0.69  | 4      | –3     |             |          |          |          |          | 4    | –3   |
| 여당              | 여당              | 27,767,421  | 46.67  | +1.32  | 181    | –10    | 29,393,629  | 49.73    | +8.03    | 94       | +14      | 275  | +4   |
|                   | 민주당            | 21,814,154  | 36.66  | +5.68  | 105    | +21    | 22,095,636  | 37.39    | +1.30    | 72       | +7       | 177  | +28  |
|                   | 일본 공산당       | 4,837,952   | 8.13   | –3.95  | 0      | ±0     | 4,586,172   | 7.76     | –3.47    | 9        | –11      | 9    | –11  |
|                   | 사회민주당        | 1,708,672   | 2.87   | –0.93  | 1      | –3     | 3,027,390   | 5.12     | –4.24    | 5        | –10      | 6    | –13  |
|                   | 무소속의 회       | 652,138     | 1.07   | –0.16  | 1      | –4     |             |          |          |          |          | 1    | –4   |
|                   | 기타              | 148,947     | 0.25   | –1.59  | 1      | ±0     |             |          |          |          |          | 1    | ±0   |
|                   | 무소속            | 2,728,118   | 4.58   | –0.29  | 11     | –4     |             |          |          |          |          | 11   | –4   |
| 유효              | 유효              | 59,502,374  | 97.23  |        |        |        | 59,102,827  | 96.58    |          |          |          |      |      |
| 기권/무효         | 기권/무효         | 1,694,044   | 2.77   |        |        |        | 2,090,389   | 3.42     |          |          |          |      |      |
| 합계              | 합계              | 61,196,418  | 100    | 0      | 300    | 0      | 61,193,216  | 100      | 0        | 180      | 0        | 480  | 0    |
|                   |                   |             |        |        |        |        |             |          |          |          |          |      |      |
| 등록유권자/투표율 | 등록유권자/투표율 | 102,232,944 | 59.86  |        |        |        | 102,232,944 | 59.81    |          |          |          |      |      |

### 정당
| - 자유민주당 - 237석 | 총재 고이즈미 준이치로 | 간사장 아베 신조 | 총무회장 호리우치 미쓰오 |

| - 공명당 - 34석 | 총재 간자키 다케노리 | 간사장 후유시바 데쓰조 |

| - 보수신당 - 4석 | 총재 구마가이 히로시 | 간사장 니카이 도시히로 |

| - 민주당 - 177석 | 대표 간 나오토 | 간사장 오카다 가쓰야 |

| - 일본공산당 - 9석 | 의장 후와 데쓰조 | 위원장 시이 가즈오 | 서기국장 이치다 다다요시 |

| - 사회민주당 - 6석 | 당수 도이 다카코 | 간사장 후쿠시마 미즈호 |

| - 자유연합 - 1석 | 대표 도쿠다 도라오 | 간사장 이시이 이치지 |

### 지역별 선거 결과 (괄호는 지역구 당선자)
|          | 자민당  | 민주당 | 공명당 | 공산당 | 사민당 | 보수신당 | 무소속회 | 자유연합 | 무소속 | 합 계 |
| -------- | ------- | ------ | ------ | ------ | ------ | -------- | -------- | -------- | ------ | ----- |
| 홋카이도 | 8 (5)   | 11 (7) | 1      | -      | -      | -        | -        | -        | -      | 20    |
| 도호쿠   | 20 (14) | 13 (8) | 1      | 1      | 1      | -        | 1 (1)    | -        | 2 (2)  | 39    |
| 기타칸토 | 31 (23) | 17 (9) | 3      | 1      | -      | -        | -        | -        |        | 52    |

## 선거 이후

### 국회
제158회 특별회
회기: 2003년 11월 19일 ~ 11월 27일
- 중의원의장 선거

고노 요헤이 477표, 무효 2표
- 중의원부의장 선거

나카노 간세이 475표. 고노 다로 1표, 무효 3표
- 수반 지명 선거

고이즈미 준이치로(자유민주당) 281표, 간 나오토(민주당) 186표, 시이 가즈오(일본공산당) 9표, 무효 3표

## 같이 보기
- 일본 국회
- 중의원
- 일본 중의원의원 총선거
- 일본 총무성